# Schweizer Fussballmeisterschaft 1899/1900
Die dritte Schweizer Fussballmeisterschaft fand 1899/1900 statt. An ihr nahmen mit Ausnahme des FC Neuchâtel nur Deutschschweizer Klubs teil, die Welschen trugen eine eigene Liga, die Ligue Romande de Football aus.
Der Lausanne Football and Cricket Club beispielsweise nahm an der Ligue Romande de Football teil, da sie aus Rücksicht auf die englischen Spieler darauf achtete, dass Spiele nicht sonntags stattfinden (vgl. das nicht ausgetragene Finalspiel zwischen Lausanne Football and Cricket Club und Old Boys Basel in der Vorsaison, das an einem Sonntag geplant war). Da das Archiv der Ligue Romande de Football 1955 durch einen Brand zerstört worden ist, fehlen Informationen aus dieser Zeit.

## Modus
Die Serie A und die Serie B wurden in zwei regionale Gruppen eingeteilt. Ein Sieg brachte 2 Punkte, ein Remis 1 Punkt ein. Der Sieger jeder Gruppe qualifizierte sich für die jeweiligen Finalspiele, der Sieger der Finalspiele der Serie A wurde Schweizer Meister 1899/00.

## Serie A

### Gruppe Ost
| Pl. | Verein                     | Sp. | S | U | N | Tore    | Diff. | Punkte |
| --- | -------------------------- | --- | - | - | - | ------- | ----- | ------ |
| 1.  | Grasshopper Club Zürich    | 8   | 8 | 0 | 0 | 032:900 | +23   | 16     |
| 2.  | FC Zürich                  | 8   | 4 | 1 | 3 | 016:100 | +6    | 09     |
| 3.  | Anglo-American Club Zürich | 8   | 3 | 0 | 5 | 009:210 | −12   | 06     |
| 4.  | Old Boys Basel             | 8   | 2 | 1 | 5 | 012:190 | −7    | 05     |
| 5.  | Vereinigte FC St. Gallen   | 8   | 2 | 0 | 6 | 009:190 | −10   | 04     |

### Gruppe West
| Pl. | Verein       | Sp. | S | U | N | Tore    | Diff. | Punkte |
| --- | ------------ | --- | - | - | - | ------- | ----- | ------ |
| 1.  | FC Bern      | 2   | 2 | 0 | 0 | 005:200 | +3    | 04     |
| 2.  | FC Neuchâtel | 2   | 0 | 0 | 2 | 002:500 | −3    | 0      |

### Finalspiel
Das Finalspiel zwischen dem Sieger der Gruppe Ost und der Gruppe West fand am 18. März 1900 in Aarau statt. Der Grasshopper Club wurde durch einen 2:0-Sieg gegen den FC Bern Schweizer Meister 1900.
| Datum         |                         | Ergebnis |         | Stadt |
| ------------- | ----------------------- | -------- | ------- | ----- |
| 18. März 1900 | Grasshopper Club Zürich | 2:0      | FC Bern | Aarau |

## Serie B

### Ost
| Pl. | Verein                    | Sp. | S | U | N | Tore    | Diff. | Punkte |
| --- | ------------------------- | --- | - | - | - | ------- | ----- | ------ |
| 1.  | FC Winterthur 1           | 6   | 5 | 1 | 0 | 022:170 | +5    | 11     |
| 2.  | Fortuna Zürich 1          | 6   | 3 | 1 | 2 | 015:180 | −3    | 07     |
| 3.  | FC Zürich 2               | 6   | 1 | 1 | 4 | 008:160 | −8    | 03     |
| 4.  | Grasshopper Club Zürich 2 | 6   | 1 | 1 | 4 | 012:260 | −14   | 03     |

### West
Der FC Neuchâtel 2 war der einzige teilnehmende Verein und somit automatisch für die Finalrunde qualifiziert.

### Finalspiel
Das Finalspiel zwischen dem Sieger der Gruppe Ost und der Gruppe West fand in Aarau statt. Der FC Winterthur wurde durch einen 4:0-Sieg gegen den FC Neuchâtel Sieger der Serie B.
|               | Ergebnis |              | Stadt |
| ------------- | -------- | ------------ | ----- |
| FC Winterthur | 4:0      | FC Neuchâtel | Aarau |

## Ligue Romande
| Pl. | Verein                             | Sp. | S | U | N  | Tore    | Diff. | Punkte |
| --- | ---------------------------------- | --- | - | - | -- | ------- | ----- | ------ |
| 1.  | Lausanne Football and Cricket Club | 12  | 8 | 3 | 1  | 040:600 | +34   | 19     |
| 2.  | La Villa                           | 12  | 9 | 1 | 2  | 038:170 | +21   | 19     |
| 3.  | Longchamp                          | 12  | 6 | 2 | 4  | 029:220 | +7    | 14     |
| 4.  | Yverdon                            | 12  | 4 | 3 | 5  | 022:350 | −13   | 11     |
| 5.  | La Châtelaine                      | 12  | 4 | 1 | 7  | 033:410 | −8    | 09     |
| 6.  | Château de Lancy                   | 12  | 4 | 0 | 8  | 014:280 | −14   | 08     |
| 7.  | Montreux                           | 12  | 2 | 0 | 10 | 014:410 | −27   | 04     |